# Institute for Operations Research and the Management Sciences
Das Institute for Operations Research and the Management Sciences (INFORMS) ist eine international orientierte US-amerikanische Gesellschaft für Operations Research und Management-Wissenschaft mit Sitz in Catonsville (Maryland). Sie entstand 1995 aus der Fusion der 1952 gegründeten Operations Research Society of America (ORSA) und des 1953 gegründeten The Institute of Management Sciences (TIMS).
Sie vergibt verschiedene Preise wie den John-von-Neumann-Theorie-Preis, den Frederick-W.-Lanchester-Preis, den INFORMS Impact Prize, den Franz Edelman Award for Achievement in Operations Research and the Management Sciences, die Frank P. Ramsey Medal und die Auszeichnung als INFORMS Fellow. Die Gesellschaft veröffentlicht verschiedene Zeitschriften wie Mathematics of Operations Research, Operations Research, Information Systems Research, INFORMS Journal on Applied Analytics (früher: Interfaces), Manufacturing & Service Operation Management, INFORMS Journal on Computing, Management Science, Marketing Science, Transportation Science, Organization Science, Service Science.